# Banshee

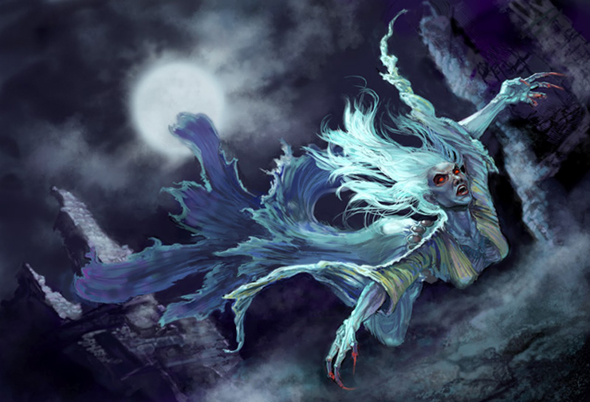
Banshee

Banshee (v irštině bean sí nebo bean-sidhe, skotsky bean shìth, v českém přepisu též benší – volně přeloženo jako žena z kopců), též známá jako víla smrti, je irská a skotská mytologická bytost, která se projevuje táhlým zoufalým kvílením a pláčem, jímž zvěstuje smrt.

## Popis
Banshee byla vždy spojována s duší mrtvé víly nebo zavražděné nevinné dívky a zjevuje se ve třech podobách. Zpravidla se zjevuje jako krásná dívka s očima bez panenek a dlouhými, obvykle bílými vlasy, oděná do bílé či světle šedé a stejnou barvu má i její pleť. Může se objevit v lesích, bažinách či močálech v blízkosti sídla umírajícího, nebo ji může vidět někdo z příbuzenstva stát na cestě poblíž jeho domu. Často pláče a vydává nepříjemný, uši drásající kvil (v takovém případě se o ní může mluvit jako o bean-chaointe, kvílící ženě) a občas je popisovaná jako dívka sedící v blízkosti potoka či menšího vodního toku a peroucí zkrvavené prádlo toho, kdo má zemřít (v této podobě je označována za bean-nighe, pradlenu). Občas se ukazuje i jako sešlá stařena v černém. Může se také objevit v podobě lasice, hranostaje nebo šedé vrány, což jsou zvířata v Irsku spojovaná se smrtí či čarodějnictvím.
Banshee se v rodině objeví jednou za 250 let. Schopnost Banshee se objeví v dospívajícím věku a to tak, že daná osoba má neustálé noční můry nebo sny navazující na sebe. Může také slýchat zvuky, které obyčejní lidé neslyší. Některé dokáží vidět stíny a cítit mrtvou duši v podobě větru nebo průvanu. Mrtvé duše Banshee hojně vyhledávají a snaží se jí přimět o pomoc. Banshee je totiž dokáže vyslyšet a předat vzkaz pozůstalým.

## Znaky pro Banshee
Banshee může být pouze osoba se zelenýma očima s tzv. žlutým plamínkem okolo panenky. Občasné byly i modrozelené oči.
Většinou se jednalo o ženy s tmavými vlasy, a to buď hnědé nebo černé barvy. Na nohou měly vyryté znaky, většinou znamení blesku na nártu.
Banshee se v rodině poznaly vždy tak, že na narození nebo svátek dané osoby se někdo z rodiny narodil nebo naopak zemřel. Rodina poté toto dítě nazývalo vílou smrti neboli Banshee. Banshee většinou byla v rodině tzv. černou ovcí, protože se chovala jinak než ostatní.
Ve věku okolo 13-18 let se všem Bansheem zdály nevysvětlitelné a brutální noční můry o jejich rodině. V tomto stejném věku také občas měly stavy strnulosti (koukaly na jedno místo po dobu několika minut a nevnímaly nic, co se děje kolem nich).
Tyto děti byly většinou velice tiché a zdály se být plaché. Pokud je ovšem někdo opravdu hodně zranil, změní se velmi rychle z člověka plachého na velice nebezpečného. Člověka, který je zranil, může čekat i krveprolití.

## Banshee v kultuře
Banshee se kromě irských pověstí objevuje také ve fantasy románech a hrách – např. v cyklu fantasy románů Úžasná Zeměplocha od Terryho Pratchetta, v sérii příběhů Zaklínač od Andrzeje Sapkowského. Ray Bradbury napsal na toto téma povídku s názvem Banshee. V televizní tvorbě vystupuje např. v seriálu Čarodějky, Legacies (Odkaz) nebo v seriálu Vlčí mládě, kde se z Lydia Martinová po kousnutí vlkodlakem dozví, že je banshee, a proto je imunní. Kousnutí probudilo její přirozené vlohy, protože v její rodině byla další banshee. V japonské manze a anime Čarodějova nevěsta vystupuje banshee, jako Eliasova hospodyně Silky.
V povídce Láska od katolického prozaika Břetislava Štorma se přízračná postava podobná banshee zjevuje starému umírajícímu mnichovi, aby jej úkladnými slovy o lásce, výčitkami a nakonec i hrozbami v poslední chvíli svedla a připravila tak o svatost. Mnich však odolá, neboť je naplněn skutečnou láskou k Bohu i ke všemu stvoření.
Také se o ni zajímal Josh Gates v jednom díle pořadu Dobyvatelé ztracené pravdy (9. díl 4. řady).
Postavou bánší je inspirován i název britské post-punkové resp. gothic rockové hudební skupiny Siouxsie and the Banshees, která byla populární zejména v 80. letech 20. století.
Banshee se také objevuje v seriálu Teen Wolf, kde ji zobrazuje herečka Holland Roden jako postava Lydia Martin.
V dnešní angličtině slovo banshee označuje smrtku.